# ニューヨーク市庁舎
ニューヨーク市庁舎（ニューヨークしちょうしゃ、英語：New York City Hall）は、ニューヨーク市ロウアー・マンハッタン、シヴィック・センターのブロードウェイ、パーク・ロウとチェンバーズ・ストリートの間に位置するシティホール・パーク内にある。建物内には、ニューヨーク市長の執務室、ニューヨーク市議会室などがあり、現役の市庁舎としてはアメリカで最も古い。
市庁舎は、1810年から1812年にかけて建設され、アメリカの国定歴史建造物、国家歴史登録財となっている。また、外装は1966年、内装は1976年に、ニューヨーク市歴史建造物に指定された。
市役所の13の機関は別館のマンハッタン市営ビルに入居している。この建物は政府庁舎としては世界屈指の規模を誇る。

## 歴史
ニューヨークで最初の市庁舎は、17世紀にオランダ人によって、パール・ストリート73に建設された。2番目の市庁舎は1700年に建造され、ウォール街とナッソー・ストリートの角に位置していた。アメリカ独立戦争後、ニューヨークがアメリカの最初の首都とされたとき、この建物はフェデラル・ホールと改名されている。新しい市庁舎を建設する計画は、1776年のニューヨーク市議会で早くも話し合われていたが、戦争後の財政難により進行が遅れていた。議会は、当時市の北端であった現在のシティ・ホール・パークを用地として選択した。

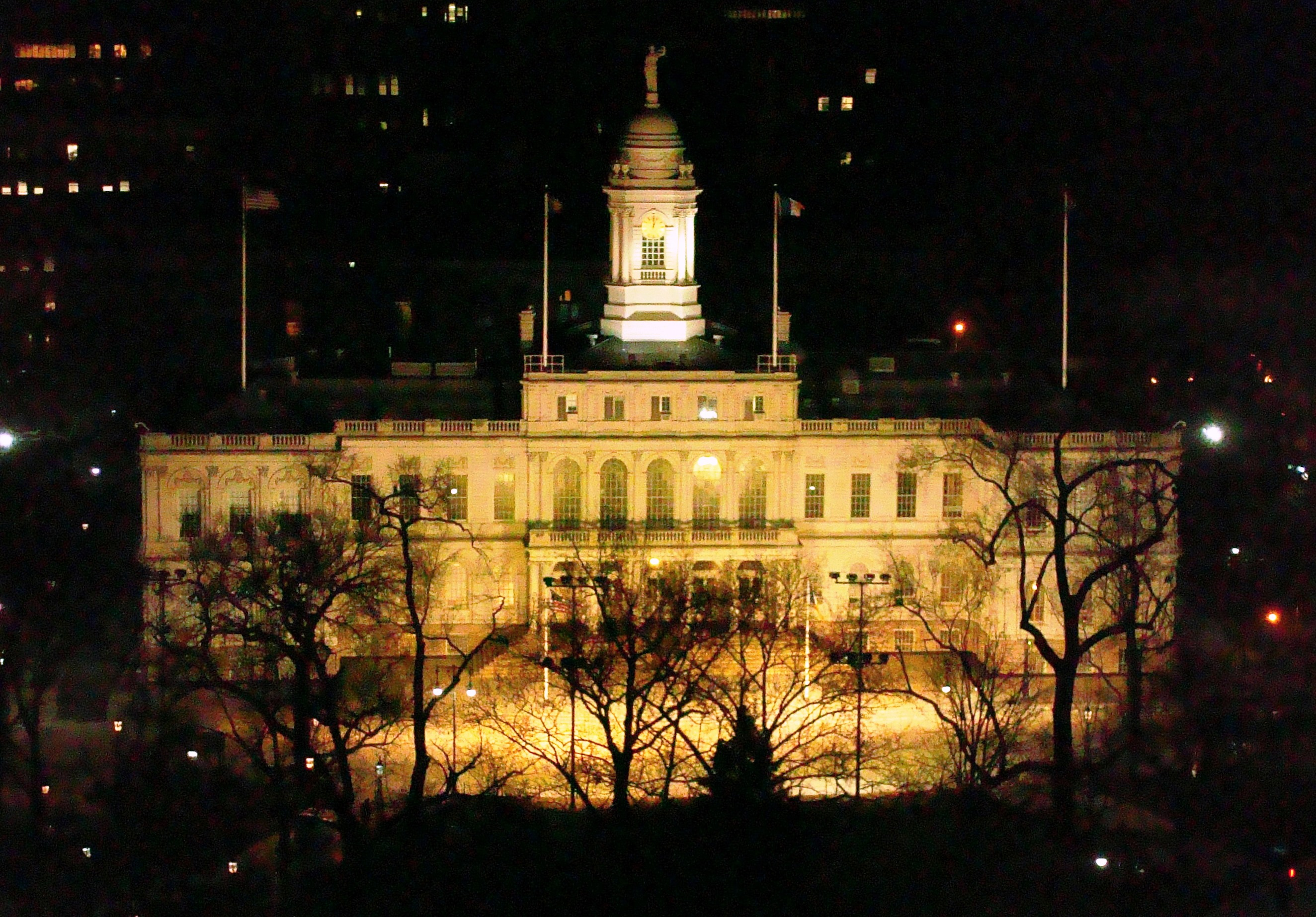
夜の市庁舎

1802年には、市が新しい市庁舎のために設計競技を開催している。一等賞の350ドルは、ジョセフ・フランソワ・マンギンとジョン・マッコム・ジュニアに与えられた。マンギンは著名なデザイナーの1人で、1795年にニューヨーク市の棟梁となり、故郷・フランスで建築を学んだのち、1803年には市の公式の地図を発表した。またマンギンは、マルベリー・ストリートにある、セント・パトリック・オールド大聖堂も設計している。マッコムの父は、旧市庁舎の建設にも影響を与えたニューヨーカーであり、バッテリー・パークのクリントン城も設計している。彼も同様に棟梁であった。
設計には浪費が多いとされ、市議会が反対して建設は遅れた。これを受け、マンギンとマッコムは、建物の後ろに使われるブラウンストーンのサイズを抑え、低コスト化している。ブラウンストーンには、マサチューセッツ州のアルフォード産の大理石が使われたが、これらは1954年から1956年にかけてアラバマ産石灰石と取り替えられている。労働争議や黄熱病などによりさらに建設が遅れ、完成は1811年となり、なお翌年まで公式オープンはしていない。
市庁舎の知事室には、1861年に次期大統領であるエイブラハム・リンカーンが訪れている。また、彼が暗殺された後の1865年には、棺が円形建築物を横切り、階段に置かれている。ユリシーズ・グラントとエルマー・E・エルスワース（第11ニューヨーク歩兵隊指揮者）の棺もドームに置かれた。公式歓迎会が行われる知事室では、19世紀のアメリカの肖像画、ジョージ・ワシントンの机など、貴重なコレクションがある。絵画は、18世紀後半から20世紀にかけて108枚を所有している。その中には、ジョン・トランブルが描いた1805年のアレクサンダー・ハミルトンの肖像画も含まれる。この肖像は、アメリカの10ドル紙幣の肖像画にもなっている。1920年代と1940年代には、新しい絵画が追加された。2006年には、新しいコレクションを選ぶキャンペーンが開催され、美術委員会に選択された47枚の絵画から始まっている。
2003年7月23日午後2時8分、オトニエル・アスキューは、政敵の市議会議員ジェームズ・E・デイビスを市議会室のバルコニーからピストルで2発銃撃し、殺害した。アスキューも警察に射殺された。アスキューとデイビスは金属探知器を通らずに建物へ入っていたことが判明したため、マイケル・ブルームバーグ市長がセキュリティーを改善し、必ず金属探知器を通らないと建物に入れないシステムとなった。

## 建築

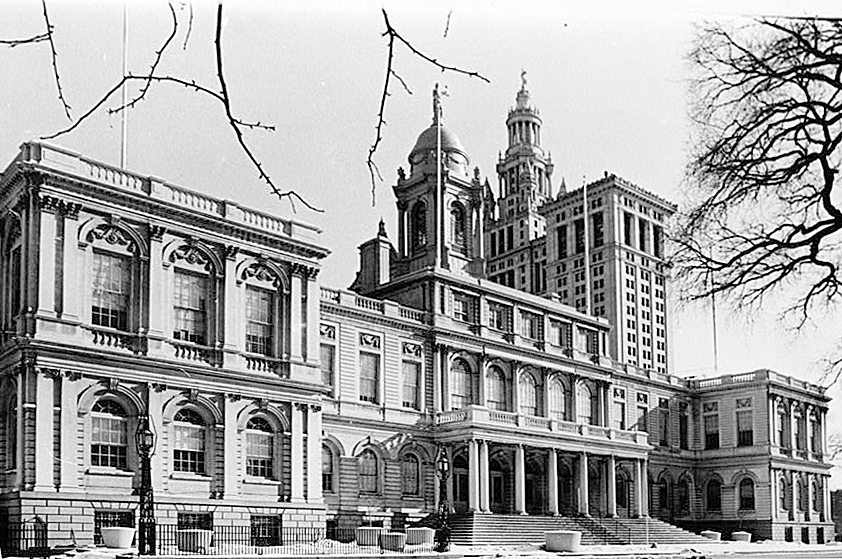
アメリカ歴史的ビル調査が行われた市庁舎。右側の背景に、マンハッタン市営ビルがある。

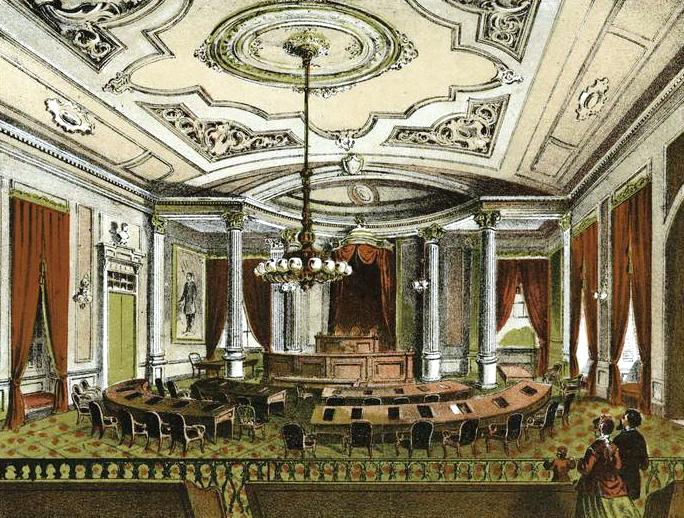
1868年の議員委員会室。

1810年から1812年にかけて建設された市庁舎は、マンギンとマッコムにより設計されたが、下記の有名な建築家により、何度か改築されている。
- 1860年 - レオポルド・エイドリッツ
- 1898年 - ジョン・H・ダンカン
- 1903年 - ウィリアム・マーティン・エイキン
- 1907年、1912年、1915年、1917年 - グロスバナー・アッターベリー
- 1956年 - シュリーヴ・ラム＆ハーモン
- 1998年 - カブレラ・バリックロ

市庁舎は、2つの建築様式を組み合わせて設計されている。外観の設計は、フランス・ルネサンス様式となっており、アメリカン＝ジョージアン建築も使われている。建物は、2つのウイングと中央のパビリオンで構成されている。市庁舎の設計は少なくとも、後の2つの公共施設、ツイード裁判所と遺言検認裁判所に影響を与えている。入口は、1世紀半以上市民のイベントでよく目立っている。手すりと屋根の上の別の手すりがある円柱のポーチが存在する。中心にある丸屋根は、2度の火事の後、1917年に再建された。建物の後部にあるブラウンストーンは、マサチューセッツ州のアルフォードの大理石が使われていたが、1954年から1956年にかけて、アラバマの石灰石と取り替えられている。

内部においては、円形建築物は、2階まで上がることができる、壮大な大理石階段をもったソアリング・スペースとなっている。装飾されたコリント式の10の円柱が、ドームを支えている。これは、グロスバナー・アッターベリーによって1912年に修繕されている。市庁舎は市の土地だが、国家的行事にも使われる。エイブラハム・リンカーンとユリシーズ・グラントに敬意を払うため、たくさんの群衆を引きつけている。市庁舎は、ニューヨーク市歴史建造物に指定されており、アメリカ合衆国国家歴史登録財のニューヨーク州の史跡としても登録されている。

## 機能
公式歓迎会は、知事室で行われる。これまでにラファイエットやアルベルト・アインシュタインなどを接待している。
- 歴史的なブルー・ルームは、ニューヨーク市長が数十年間公式記者会見に応じている部屋であり、署名式もときどき行われる。
- ルーム9は、レポーターが記事をファイルする部屋である。

市庁舎の階段では、しばしば市の政治に関するデモンストレーションや記者会見が行われる。市庁舎での中継は、74チャンネル・NYCテレビと公式ケーブルテレビチャンネル・ガバメント＝アクセス・テレビ（GATV）が行っている。
建物は、ニューヨーク市警察の厳重なセキュリティーで囲まれている。建物への一般の入館は、観光客及び特定のビジネスで許可されている人のみ可能である。

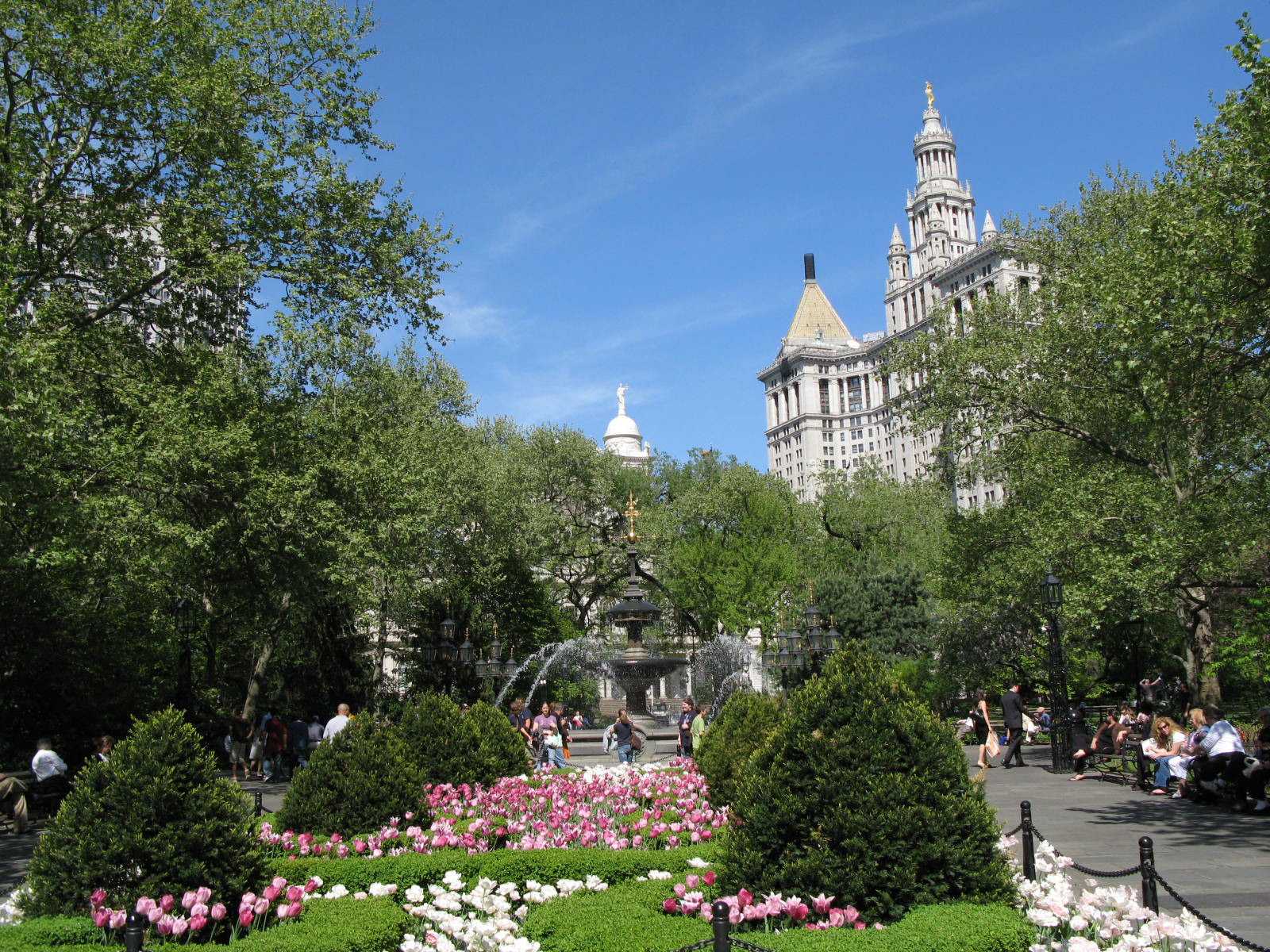
シティ・ホール・パーク

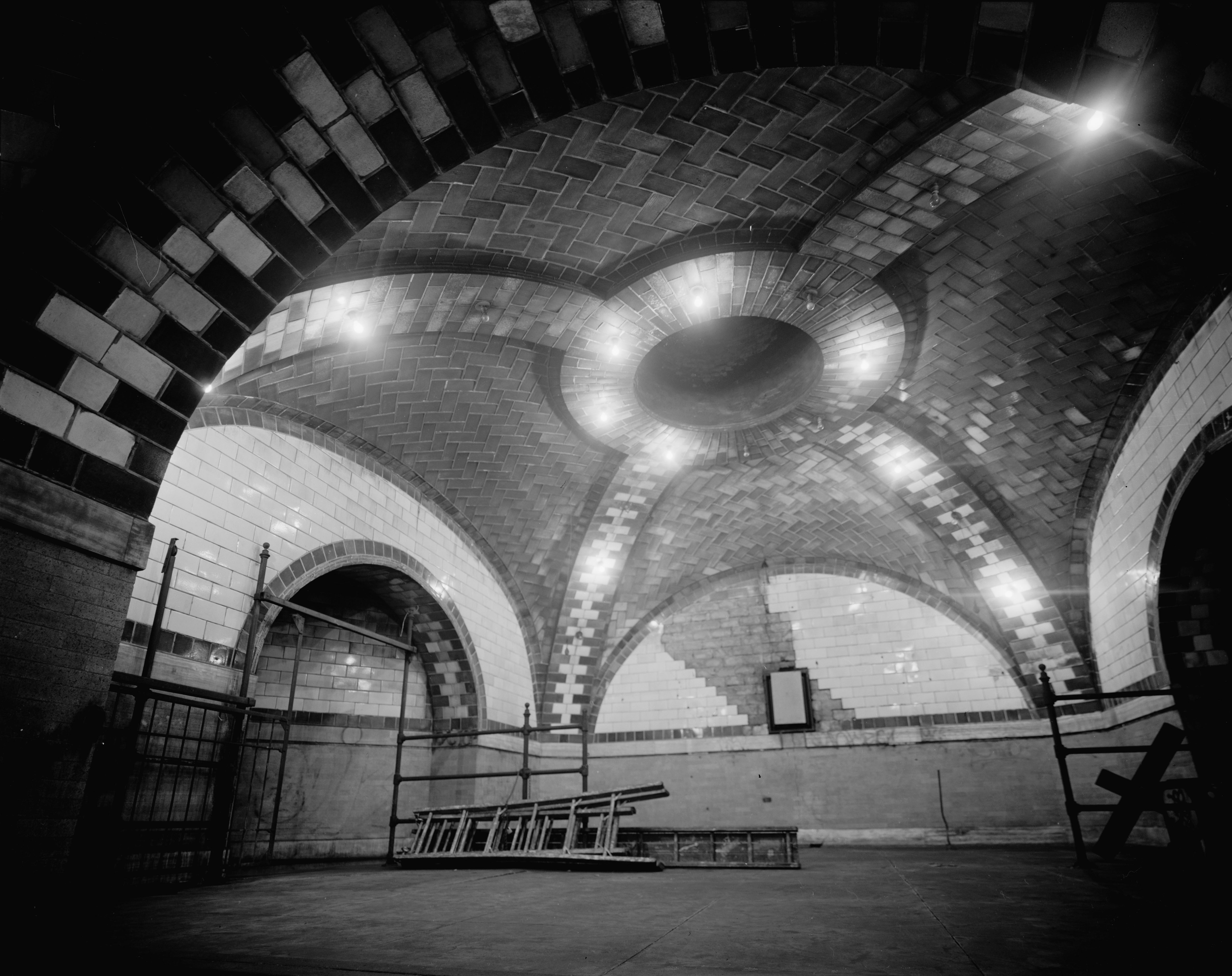
シティ・ホール駅のコントロール・ルーム。

## 地域
市庁舎周辺のエリアは、一般的にシヴィック・センターと呼ばれる。この地域の大部分は、もともと商業地域だったが、現在では高級住宅地や国・州・市の官庁街となっている。近隣には、セント・ポール教会、聖ペテロ教会、ウールワースビル、ツイード裁判所、マンハッタン市営ビル、パークロウビル、1 ポリス・プラザ、ブルックリン橋などの建築物が存在する。また、シティ・ホール・パークから3ブロックほどの位置には、旧ワールド・トレード・センターがある。

## シティ・ホール駅
シティ・ホール・プラザの下には、インターボロー・ラピッド・トランジット（都市高速交通会社、IRT）によって建設されたIRTレキシントン・アベニュー線シティ・ホール駅が存在する。1904年10月27日にオープンし、公共施設の地下にあるこの駅は、新しい地下鉄の見本のような駅として設計されている。システムで最も美しい駅のうち1つとも言われており、上品な建築様式が使われている。プラットホームと中二階は、グアスタヴィーノ・タイル、天窓、カラー・ガラス・タイルおよび真鍮のシャンデリアを特色としている。駅は現在でも、6系統、<6>系統でループとして使われているが、旅客駅としての使用は、1945年12月31日をもって終了した。
市庁舎に最寄りの地下鉄駅は、IRTレキシントン・アベニュー線ブルックリン・ブリッジ/シティ・ホール駅（4系統 5系統 6系統 <6>系統）、BMTブロードウェイ線シティ・ホール駅（N系統 R系統 W系統）とIRTブロードウェイ-7番街線パーク・プレイス駅（2系統 3系統）である。

## 大衆文化

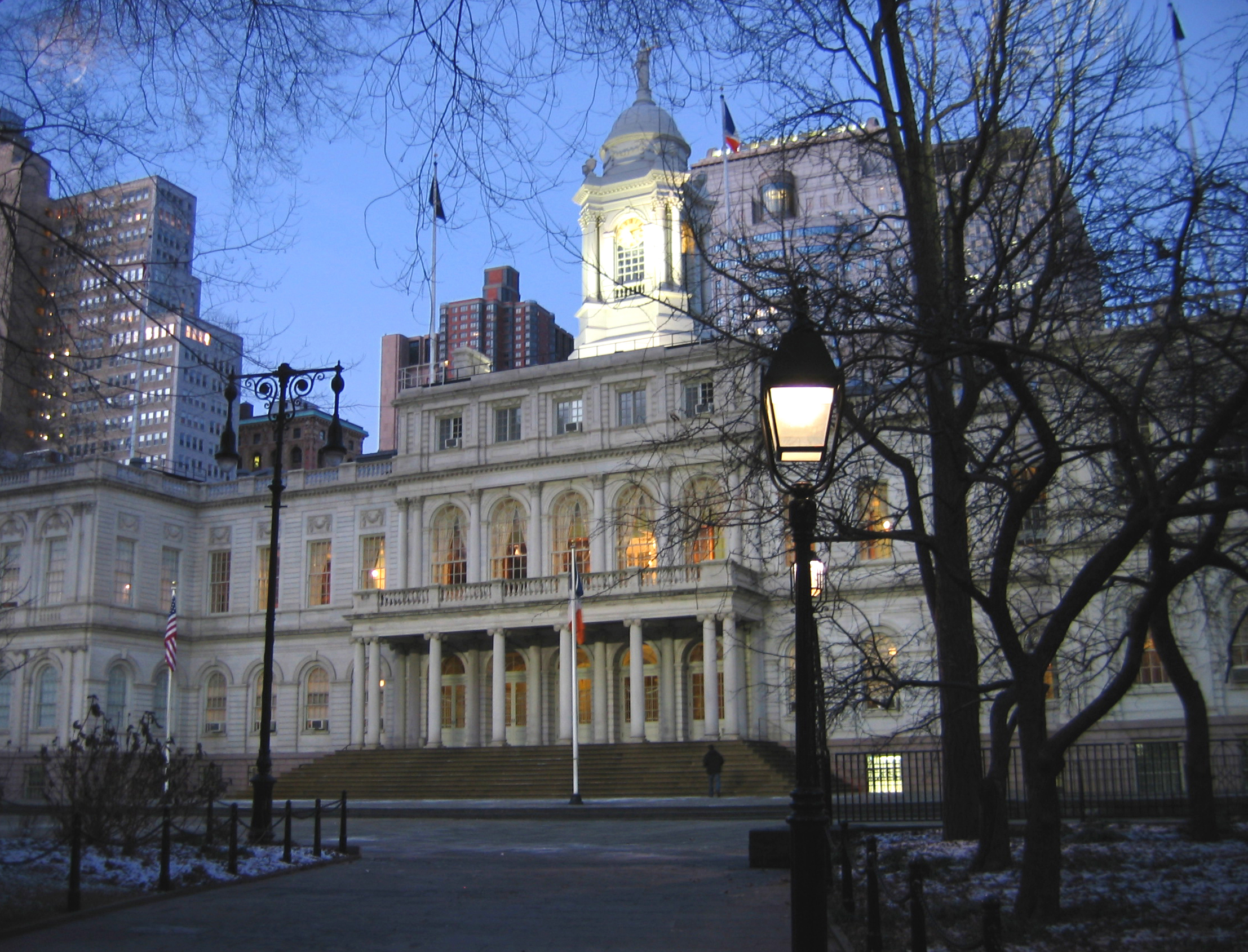
市庁舎の夕暮れ（2007年撮影）

ニューヨーク市庁舎は、いくつかの映画及びテレビ・シリーズで登場している。
- スピン・シティ（1996 - 2002）：薄のろの市長が、メディアや投票者の前で恥をかくのを防ぐために努力している助役として、マイケル・J・フォックスが主演している。
- 訣別の街（1996）：理想家の市長とその助手として、アル・パチーノとジョン・キューザックが演じ、射撃についての調査を行っていく。
- ゴーストバスターズ（1984）：差し迫った世界の終わりについて議論するため、市長は市庁舎に主唱者を呼び出している。
- クランシー・ブラザーズ、ザ・ポーグス、ダブリナーズのアイリッシュ・ローバーにも登場している。

In the year of our Lord, eighteen hundred and six, 

We set sail from the Coal Quay of Cork 

We were sailing away with a cargo of bricks 

For the grand City Hall in New York
年は市庁舎のものと一致しているが、実際の建築にはアイルランドのレンガは使用されていない。